# Молленхауэр, Эмиль
Эмиль Молленхауэр (нем. Emil Mollenhauer; 4 августа 1855, Бруклин — 10 декабря 1927) — американский скрипач и дирижёр немецкого происхождения.
Отец Молленхауэра, также скрипач, приехал в США из Эрфурта и гастролировал по стране в составе оркестра. Юный Молленхауэр дебютировал как скрипач в 1864 году, а вскоре после этого поступил в оркестр Театра Бута в Нью-Йорке, которым руководил его дядя. Затем Молленхауэр играл под руководством Теодора Томаса в концертах, проводившихся в нью-йоркском Центральном парке, и наконец под руководством Вальтера Дамроша в Нью-Йоркском филармоническом оркестре.
Перебравшись в Бостон, Молленхауэр в 1884 году поступил в Бостонский симфонический оркестр, а четыре года спустя возглавил Бостонский фестивальный оркестр, сопровождавший американские гастроли различных известных исполнителей, в том числе Нелли Мельба, Эжена Изаи, Анри Марто. Одновременно он возглавлял Бостонский духовой оркестр, для которого осуществил ряд пользовавшихся популярностью обработок (в частности, «Испанской рапсодии» Эмманюэля Шабрие и, в сокращении, Реквиема Джузеппе Верди).
В 1899 году Молленхауэр стал главным дирижёром бостонского Общества Генделя и Гайдна, которым руководил до июня 1927 года. Он также преподавал скрипку в Консерватории Новой Англии.